# Biblián (cantão)
Biblián é um cantão do Equador localizado na província de Cañar.
A capital do cantão é a cidade de Biblián.